# Aries Spears
Aries Spears (Chicago, Illinois, 3 de abril de 1975) es un comediante, actor y escritor estadounidense, reconocido por su participación regular en el seriado MADtv, en el que apareció en 198 episodios y se convirtió en el miembro del reparto con mayor cantidad de participaciones detrás de Michael McDonald. En el programa realizó una gran cantidad de personificaciones de famosos, entre los que destacan Michael Jackson, LL Cool J, 50 Cent, Bill Cosby, Snoop Dogg, Missy Elliott, Jamie Foxx, Kanye West y Martin Lawrence.

## Filmografía

### Cine
- Chase (2019) - Miles
- Promoted (2015) - HomoThug
- Hood of Horror (2006) - Quon
- Jiminy Glick in Lalawood (2004) - Gunnar "MC GUN" Jorge
- Love Chronicles (2003) - Playa
- Josie and the Pussycats (2001) - Carson Daly
- Why Do Fools Fall in Love (1998) - Redd Foxx
- The Pest (1997) - Chubby
- Jerry Maguire (1996) - Tee Pee Tidwell
- Out-of-Sync (1995) - Frank
- Home of Angels (1994) - Líder de la pandilla
- Malcolm X (1992)

### Televisión
- TripTank (2016)
- American Dad! (2016)
- Turbo FAST (2015)
- Black Dynamite (2012)
- The Boondocks (2010)
- CSI: Miami (2007)
- The Underground (2006)
- The Proud Family Movie (2005)
- Lilo & Stitch (2005)
- MADtv (1997–2005, 2016)
- The Proud Family (2001–2004)
- The Night B4 Christmas (2003)
- Crosstown Traffic (1995)
- The Adventures of Brisco County, Jr. (1994)
- South of Sunset (1993)
- A Different World (1993)
- Soul Train (1993)